# Sarpreet Singh
Sarpreet Singh (* 20. Februar 1999 in Auckland) ist ein neuseeländischer Fußballspieler.

## Karriere

### Vereine
Singh durchlief die Fußballschule von Onehunga Sports. Nach einigen Spielen für die U17-Nationalmannschaft wurden die Wellington Phoenix auf ihn aufmerksam, woraufhin er 2015 zu deren Fußballakademie wechselte, nachdem er vom neuseeländischen Nationalspieler Winston Reid ein Fußballstipendium für das Scots College erhalten hatte.
Nachdem er zwei Jahre für die Reservemannschaft der Wellington Phoenix gespielt hatte, unterzeichnete er bei der Profimannschaft einen Dreijahresvertrag. Nach einigen Einsätzen gab er am 17. Februar 2018 sein Startelfdebüt. Obwohl er in der A-League-Saison 2017/18 nur elf Spiele bestritten hatte, war er hinter Andrija Kaluđerović der zweitbeste Torschütze im Team.
Zur Saison 2019/20 wurde er vom FC Bayern München verpflichtet, für deren zweite Mannschaft er in der 3. Liga eingeplant wurde. Singh erhielt einen Vertrag mit einer Laufzeit bis zum 30. Juni 2022. Der Mittelfeldspieler absolvierte die Sommervorbereitung unter Niko Kovač teilweise im Profikader und gehörte diesem auch in den ersten Pflichtspielen an. Am 19. August 2019 (5. Spieltag) debütierte der Neuseeländer in der Drittligabegegnung beim Halleschen FC, die mit dem 2:1-Sieg seiner Mannschaft endete. Sein erstes Drittligator erzielte er am 31. August 2019 (7. Spieltag) bei der 1:2-Niederlage im Heimspiel gegen die SpVgg Unterhaching mit dem Treffer zum 1:1 in der 38. Minute. Unter dem neuen Cheftrainer der ersten Mannschaft Hansi Flick wurde Singh Mitte November 2019 gemeinsam mit Oliver Batista-Meier, Leon Dajaku und Joshua Zirkzee in den Profikader integriert. Sein Bundesligadebüt gab er am 14. Dezember 2019 (15. Spieltag) beim 6:1-Sieg im Heimspiel gegen Werder Bremen mit Einwechslung für Philippe Coutinho ab der 82. Minute. Damit wurde er zum ersten in der Bundesliga eingesetzten Neuseeländer seit Wynton Rufer vor 25 Jahren. In der 3. Liga spielte Singh am häufigsten im zentralen Mittelfeld neben Maximilian Welzmüller oder Timo Kern, wurde aber auch in einigen Spielen offensiver oder gar auf den Flügeln eingesetzt. Mit je sieben Toren und Assists war er einer der besten Scorer des Teams und so entscheidend am ersten Drittligameistertitel einer Zweitvertretung beteiligt. Für die Bundesligamannschaft spielte Singh noch einmal am vorletzten Spieltag, als bereits auch für diese der Meistertitel errungen war, in der Startelf stehend als Linksaußen.
Für die Zweitligasaison 2020/21 wurde der Neuseeländer gemeinsam mit seinem Teamkameraden Christian Früchtl an den 1. FC Nürnberg verliehen. Dessen neuer Trainer Robert Klauß ließ häufig ein 4–4–2 mit zwei Sechsern spielen oder setzte Robin Hack und Felix Lohkemper in der Zentrale und hinter den Spitzen ein. Darum kam Singh nur vereinzelt auf seiner angestammten Position zum Einsatz und spielte stattdessen hauptsächlich auf der rechten offensiven Außenbahn. In den ersten 18 Ligaspielen erzielte Nürnberg nicht einmal zwei Tore pro Partie, darüber hinaus konnten nur zwei Spiele, an denen der Neuseeländer beteiligt war, gewonnen werden. Singh konnte keine direkte Torbeteiligung vorweisen, äußerte sich aber noch vor dem 16. Spieltag mit den Worten „Ich will im Sommer als ein besserer Spieler zum FC Bayern zurückkehren und um einen Stammplatz kämpfen. Ich glaube daran, mich beim FC Bayern durchzusetzen.“ durchaus positiv. Ende Januar 2021 holte der FC Bayern München seinen Spieler vorzeitig zurück, keiner der beiden beteiligten Vereine äußerte sich konkret zu den Gründen für den Leihabbruch. Singh kam bis zum Saisonende auf 16 Drittligaeinsätze, in denen er 3 Tore erzielte, und stieg mit der Mannschaft in die Regionalliga Bayern ab.
Zur Saison 2021/22 wechselte Singh für ein Jahr auf Leihbasis zum Zweitligisten SSV Jahn Regensburg. Unter Mersad Selimbegović kam er 25-mal in der Liga zum Einsatz, stand 24-mal in der Startelf und erzielte 5 Tore. Nach dem 28. Spieltag konnte er aufgrund einer Schambeinentzündung nicht mehr eingesetzt werden. Nach der Saison, die die Regensburger auf dem 15. Platz abschlossen, verließ Singh den Verein.
Während der Sommerpause 2022 scheiterte ein Wechsel zum Bundesliga-Aufsteiger Werder Bremen wegen seiner Verletzung. Ende Juli 2022 verlängerte der Neuseeländer seinen Vertrag beim FC Bayern bis zum 30. Juni 2024 und wechselte nach dem 2. Spieltag der Zweitligaspielzeit 2022/23 erneut bis zum Saisonende auf Leihbasis zum SSV Jahn Regensburg. Der Wechsel erfolgte zwar über einen Monat vor dem Ende der Transferperiode am 1. September 2022, dennoch verpassten es die Regensburger, ihn fristgerecht bei der DFL zu melden. Dies konnte mit der Öffnung des Wintertransferfensters am 1. Januar 2023 nachgeholt werden, sodass Singh erst ab dem 18. Spieltag spielberechtigt war. In der Rückrunde kam er in 14 Zweitligaspielen zum Einsatz (13-mal von Beginn) und erzielte ein Tor. Die Regensburger stiegen jedoch in die 3. Liga ab.
Zur Saison 2023/24 kehrte Singh nicht mehr zum FC Bayern zurück. Er verblieb in der 2. Bundesliga und wechselte zu Hansa Rostock, wo er einen Vertrag bis zum 30. Juni 2026 unterschrieb. Am Ende der Saison stieg er mit den Norddeutschen als Tabellenvorletzter in die 3. Liga ab. Da sein Vertrag dort nicht gilt, verließ er den Verein mit Saisonende.
Am 27. August 2024 wurde er ablösefrei von União Leiria verpflichtet, um den Kader zu verstärken. Dort spielte er in der Saison 2024/25 für den Verein in der Liga Portugal 2, der zweithöchsten Spielklasse im portugiesischen Fußball.
Im Juli 2025 wechselte Singh in die erste serbische Liga zu FK TSC.

### Nationalmannschaft
Mit der U17-Nationalmannschaft nahm er an der U17-Ozeanienmeisterschaft 2015 teil und gewann diese auch. Mit der U20-Nationalmannschaft gewann er 2016 die Ozeanienmeisterschaft und nahm 2017 und 2019 an der U20-Weltmeisterschaft teil.
Am 24. März 2018 bestritt er gegen die Nationalmannschaft Kanadas sein erstes Länderspiel für die A-Nationalmannschaft. Sein erstes Länderspieltor erzielte er am 2. Juni 2018 in Mumbai beim 2:1-Sieg im Testspiel gegen die Nationalmannschaft Kenias mit dem Treffer zum 1:0 in der 42. Minute.

## Erfolge

### Vereine
- Deutscher Meister 2020
- Meister der 3. Liga 2020

### Nationalmannschaft
- U17-Ozeanienmeister 2015[25]
- U20-Ozeanienmeister 2016[26]

## Auszeichnungen
Singh gewann Ende Juli 2019 die neuseeländische Auszeichnung „International Men’s Player of the Year“. Er verpasste zudem knapp die Wahl zum Spieler des Jahres, die Chris Wood vom FC Burnley gewann.

## Persönliches
Singhs Eltern stammen aus Indien. Sein Onkel und sein Bruder spielen ebenfalls Fußball.